# Chakhansur
Chakhansur är ett distrikt i Afghanistan. Det ligger i provinsen Nimruz, i den sydvästra delen av landet, 700 kilometer sydväst om huvudstaden Kabul.
Distriktet beräknades år 2022 ha cirka 28 000 invånare.